# ذوسیان
 ذویسان  نام روستایی است در عزلهٔ (بلاد الروس) از توابع استان مَحویت در کشور یمن در شبه جزیره عربستان است. 

## جمعیت
جمعیت آن (۷۶۶ ) نفر (۱۷ خانوار) می‌باشد.